# 劉夢謙
劉夢謙（？年—？年），字涵長，號雪濤，河南汝宁府罗山县人。明末政治人物。

## 生平
南京刑部尚書劉廣生的長子。天啓元年（1621年）辛酉科河南乡试舉人，崇祯七年（1634年）甲戌科进士。户部观政，十月授户部山东司主事，九年改云南司主事，管京粮所，十年升陕西司员外郎，十一年升陕西司郎中，十三年升杭州知州。调湖广承天府知府，十六年正月，李自成攻陷承天府，知府刘梦谦开城投降，后郁郁而终。

## 家族
曾祖劉容，广南知府、赠布政；祖劉思永，赠湖广右布政；父劉廣生，辛丑進士、巡抚陕西右副都御史。